# Aleksandretta reuniońska
Aleksandretta reuniońska, papuga maskareńska (Psittacula mascarina) – gatunek wymarłego ptaka z rodziny papug wschodnich. Był endemiczny dla wyspy Reunion na zachodnim Oceanie Indyjskim. Systematyka papugi maskareńskiej była przedmiotem sporów; klasyfikowano ją w obrębie Psittaculini lub Coracopsis (rodzina sępic); ostatnie badania wskazują na bliższe powiązanie z Psittaculini.
Aleksandretty reuniońskie mierzyły około 35 cm długości. Miały duże, czerwone dzioby i długie zaokrąglone ogony. Nogi były czerwone, podobnie jak naga skóra wokół oczu i nozdrzy. Przód głowy zdobiła czarna maska. Sterówki były częściowo białe; kolorystyka reszty upierzenia jest niejasna. Opisy żywych ptaków wskazują na to, że ciało i głowa były popielate, a dwie środkowe sterówki – ciemne. Według opisów opartych na osobnikach wypchanych ciało było brązowe, a głowa niebieskawa; nie wspominają one o ciemnych środkowych sterówkach. Możliwe, że spreparowane okazy zmieniały barwę pod wpływem upływu czasu czy ekspozycji na światło czy innych uszkodzeń. Bardzo niewiele wiadomo o zachowaniu tych papug.
Po raz pierwszy papugi te wspomniano w 1674, a żywe okazy dostarczono później do Europy i trzymano w niewoli. Naukowo opisano gatunek w 1771. Współcześnie zachowały się tylko dwa okazy – w zbiorach w Paryżu i w Wiedniu. Data i przyczyny wymarcia są niejednoznaczne. Ostatnie doniesienie z 1834 uchodzi za niepewne; najprawdopodobniej więc gatunek wymarł przed nadejściem XIX wieku, a wcześniej stał się wymarły na wolności.

## Taksonomia

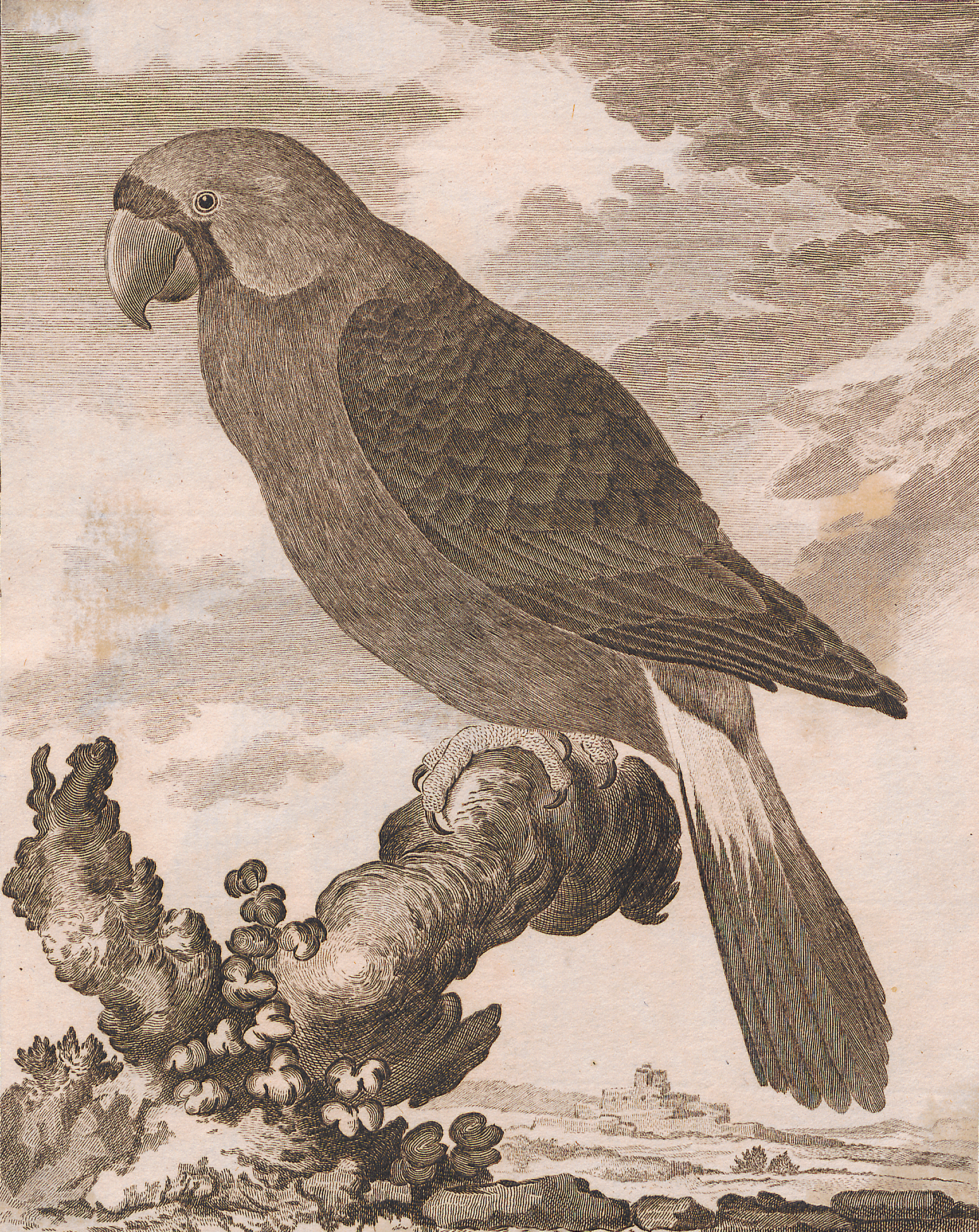
Tablica barwna z encyklopedii Histoire Naturelle autorstwa Buffona, XVIII wiek

Po raz pierwszy aleksandrettę reuniońską wspomniał francuski podróżnik Sieur Dubois w 1674 w dzienniku z podróży. Później żywe ptaki opisano zaledwie kilka razy. Przynajmniej trzy żywe osobniki przywieziono do Francji w XVIII wieku i trzymano w niewoli; dwa z nich opisano jeszcze za ich życia. Czasów współczesnych dotrwały dwa spreparowane okazy; holotyp, okaz MNHN 211 z Muzeum Historii Naturalnej w Paryżu oraz NMW 50.688 z Muzeum Historii Naturalnej w Wiedniu. Drugi okaz odkupiono z Leverian Museum (niegdyś prywatny zbiór Ashtona Levera) podczas targów w Londynie w 1806. Trzeci wypchany okaz dotrwał schyłku XVIII wieku. Aleksandretta reuniońska została naukowo opisana pod nazwą Psittacus mascarinus (skrócone później do „mascarin”) przez szwedzkiego zoologa Karola Linneusza w 1771. Nazwy użył po raz pierwszy francuski zoolog i filozof przyrody Mathurin Jacques Brisson w 1760, ale nie w charakterze nazwy naukowej. Epitet gatunkowy stanowi odniesienie do Maskarenów, których nazwa pochodzi od ich portugalskiego odkrywcy, Pedro Mascarenhasa.
Wcześni autorzy donosili o tym, jakoby papugi maskareńskie miały występować na Madagaskarze, przez co francuski przyrodnik i ornitolog René Lesson ukuł młodszy synonim Mascarinus madagascariensis w 1831. Nowa nazwa rodzajowa przyjęła się, a gdy Tommaso Salvadori połączył ją z uprzednim epitetem gatunkowym, nazwa naukowa tego gatunku stała się tautonimem (obydwie jej części były identyczne). Lesson przypisywał również papugi z rodzajów Tanygnathus i Psittacula do Mascarinus, ale nie zaakceptowali tego późniejsi autorzy. Następnego roku niemiecki herpetolog Johann Georg Wagler stworzył dla papugi maskareńskiej i papuzicy małej (Coracopsis nigra) rodzaj Coracopsis. Angielski zoolog William Alexander Forbes, będąc przekonanym, że mascarinus to niepoprawny epitet gatunkowy, nadał papudze maskareńskiej w 1879 nazwę Mascarinus duboisi, na cześć Sieur Dubois, który tę papugę opisał jako pierwszy. Międzynarodowy Komitet Ornitologiczny w 2016 zmienił nazwę naukową z M. mascarin na M. mascarinus, przywracając oryginalny zapis, podobnie zmieniły się niektóre inne epitety gatunkowe Linneusza.
Linneusz w 1758 nadał nieokreślonej ciemnej papudze widzianej przez szwedzkiego przyrodnika Hasselqvista w Afryce nazwę Psittacus obscurus. Później, w 1766, zsynonimizował ją z papuzicą maskareńską. Przez to powiązanie niektórzy autorzy wierzyli, że nieokreślona papuga pochodziła z Maskarenów, jednak jej opis nie pasował do papugi maskareńskiej. Przez poczynania Linneusza niektórzy autorzy tworzyli potem skombinowane, nieuznawane nazwy, jak Mascarinus obscurus i Coracopsis obscura. Być może nieokreślona papuga była w istocie żako (Psittacus erithacus).
Inną nieokreśloną papugę o brązowym upierzeniu, przechowywaną w Cabinet du Roi (kolekcja osobliwości Ludwika XIII), opisał Comte de Buffon w 1779 pod opisem papugi maskareńskiej; porównał obydwa ptaki. Zdaniem angielskiego paleontologa Juliana Hume’a mogła to być papuzica mniejsza lub wyblakła spreparowana aleksandretta szara (Psittacula bensoni). Okaz zaginął. Angielski zoolog George Robert Gray przypisał część podgatunków barwnicy zwyczajnej (Eclectus roratus) z Moluków do Mascarinus w swoim dziele A List of the Genera of Birds (lata 40. XIX wieku), ale jego pomysł został szybko zdyskredytowany przez innych zoologów.
O subfosylnych szczątkach papugi wydobytych z groty na Reunionie doniesiono w 1996. Zdjęcia rentgenowskie dwóch istniejących okazów muzealnych porównano z kośćmi nieokreślonej papugi; ich wymiary okazały się być pośrednie między tymi już znanymi z dwóch okazów. Papuzicę małą wprowadzono na Reunion już w 1780, jednak szczątki subfosylne pasują bardziej do papugi maskareńskiej i za należące do niej są uważane.

### Ewolucja

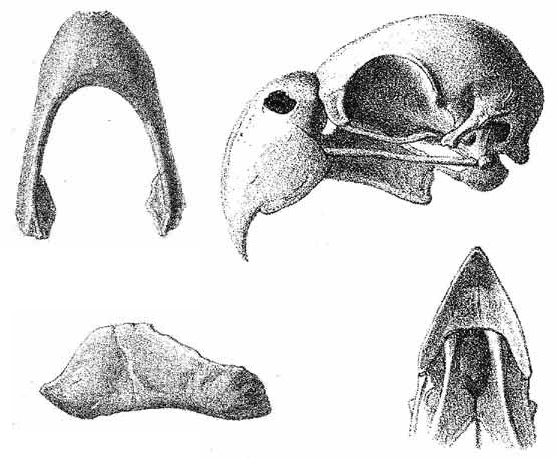
Fragmenty czaszki wydobyte z paryskiego okazu, 1866

Pokrewieństwo papugi maskareńskiej wobec innych taksonów jest niejasne; od środkowego XIX wieku istnieją dwie konkurujące hipotezy. Niektórzy autorzy umieszczali gatunek w Coracopsinae (pochodzenia afrykańskiego) ze względu na ciemne upierzenie, pozostali w Psittaculinae (pochodzenia azjatyckiego) w oparciu o duży, czerwony dziób, cechę charakterystyczną przedstawicieli podrodziny. Kolorystyka upierzenia jest nietypowa jak na Psittaculinae, jednak czarne maski występują u niektórych jej przedstawicieli. Choć niewiele wiadomo o większości wymarłych papug Maskarenów, badania szczątków subfosylnych wykazały, że dzieliły one niektóre cechy, jak duże głowy i szczęki, zredukowane kości obręczy kończyny górnej i mocne kości nóg. Zdaniem Hume’a wzięły swój początek w radiacji ewolucyjnej Psittaculini; swój pogląd oparł na badaniu morfologii tych ptaków i fakcie, że papugi z rodzaju Psittacula skolonizowały wiele wysp Oceanu Indyjskiego.
Poziom morza był niższy podczas plejstocenu, dzięki czemu ptaki mogły kolonizować Maskareny z innych obszarów. Przedstawiciele Psittaculini mogli pojawiać się na ich terenie kilkukrotnie, jako że wiele z gatunków było tak wyspecjalizowanych, że zdają się ewoluować na wyspach na obszarze plam gorąca, zanim Maskareny wyłoniły się z morza. Reunion liczy 3 miliony lat, co jest wystarczająco długim okresem, by powstały nowe rodzaje ptaków, jednak wiele endemitów mógł zmieść z powierzchni wysp wybuch wulkanu Piton des Neiges między 300 a 180 tys. lat temu. Większość niedawno wymarłych lub istniejących jeszcze gatunków pochodzi więc raczej od przodków, którzy niedawno skolonizowali wyspę z kontynentalnej Afryki lub Madagaskaru. Jeśli papuga maskareńska wyodrębniła się do osobnego rodzaju jeszcze przed wybuchem wulkanu, byłaby jednym z niewielu ocalałych podczas kataklizmu taksonów.
Badanie genetyczne z 2011, prowadzone przez Samita Kundu i współpracowników (próbkę pobrano z paryskiego okazu), wykazało, że papuga maskareńska plasowała się niegdyś wśród podgatunków papuzicy małej z Madagaskaru i nie jest spokrewniona z papugami rodzaju Psittacula. Linia rozwojowa tej papugi oddzieliła się między 4,6 a 9 mln lat temu, jeszcze przed powstaniem Reunionu. Do badania załączono kladogram:

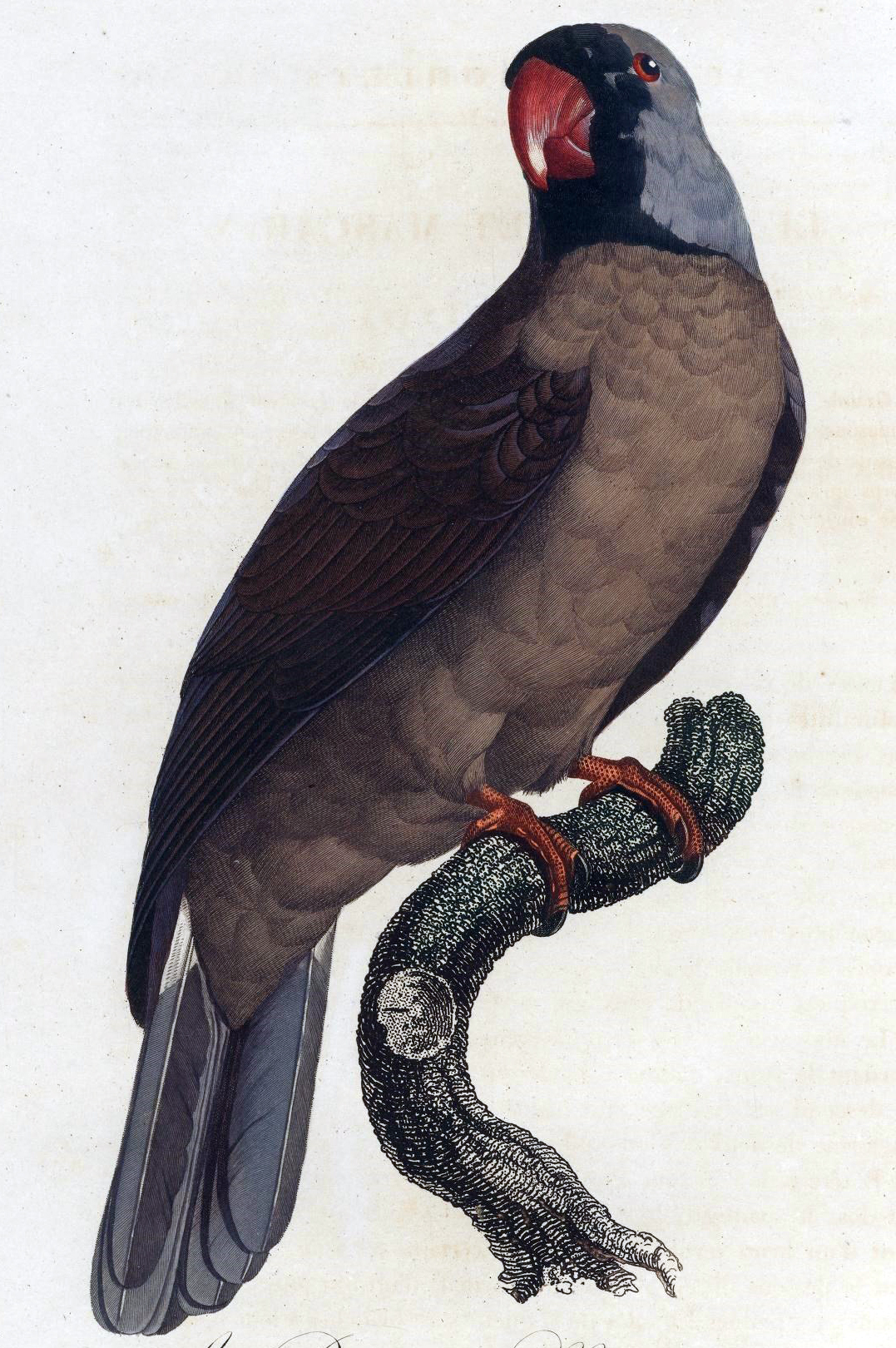
Ilustracja z 1801, autor: Jacques Barraband

|  | Coracopsis vasa drouhardii (zachodni Madagaskar) |
|  |                                                  |
|  | Coracopsis vasa vasa (wschodni Madagaskar)       |
|  |                                                  |

|  | Coracopsis nigra siblans (Komory)                                                                                            |
|  | |
|  | \| \| Coracopsis nigra nigra (Wschodni Madagaskar) \| \| \| \| \| \| Coracopsis nigra libs (Zachodni Madagaskar) \| \| \| \| |
|  | |
|  | Coracopsis nigra nigra (Wschodni Madagaskar)                                                                                 |
|  | |
|  | Coracopsis nigra libs (Zachodni Madagaskar)                                                                                  |
|  | |

|  | Coracopsis nigra nigra (Wschodni Madagaskar) |
|  |                                              |
|  | Coracopsis nigra libs (Zachodni Madagaskar)  |
|  |                                              |

|  | Coracopsis nigra siblans (Komory)                                                                                            |
|  | |
|  | \| \| Coracopsis nigra nigra (Wschodni Madagaskar) \| \| \| \| \| \| Coracopsis nigra libs (Zachodni Madagaskar) \| \| \| \| |
|  | |
|  | Coracopsis nigra nigra (Wschodni Madagaskar)                                                                                 |
|  | |
|  | Coracopsis nigra libs (Zachodni Madagaskar)                                                                                  |
|  | |

|  | Coracopsis nigra nigra (Wschodni Madagaskar) |
|  |                                              |
|  | Coracopsis nigra libs (Zachodni Madagaskar)  |
|  |                                              |

|  | Coracopsis nigra siblans (Komory)                                                                                            |
|  | |
|  | \| \| Coracopsis nigra nigra (Wschodni Madagaskar) \| \| \| \| \| \| Coracopsis nigra libs (Zachodni Madagaskar) \| \| \| \| |
|  | |
|  | Coracopsis nigra nigra (Wschodni Madagaskar)                                                                                 |
|  | |
|  | Coracopsis nigra libs (Zachodni Madagaskar)                                                                                  |
|  | |

|  | Coracopsis nigra nigra (Wschodni Madagaskar) |
|  |                                              |
|  | Coracopsis nigra libs (Zachodni Madagaskar)  |
|  |                                              |

|  | Coracopsis nigra siblans (Komory)                                                                                            |
|  | |
|  | \| \| Coracopsis nigra nigra (Wschodni Madagaskar) \| \| \| \| \| \| Coracopsis nigra libs (Zachodni Madagaskar) \| \| \| \| |
|  | |
|  | Coracopsis nigra nigra (Wschodni Madagaskar)                                                                                 |
|  | |
|  | Coracopsis nigra libs (Zachodni Madagaskar)                                                                                  |
|  | |

|  | Coracopsis nigra nigra (Wschodni Madagaskar) |
|  |                                              |
|  | Coracopsis nigra libs (Zachodni Madagaskar)  |
|  |                                              |

|  | Coracopsis vasa drouhardii (zachodni Madagaskar) |
|  |                                                  |
|  | Coracopsis vasa vasa (wschodni Madagaskar)       |
|  |                                                  |

|  | Coracopsis nigra siblans (Komory)                                                                                            |
|  | |
|  | \| \| Coracopsis nigra nigra (Wschodni Madagaskar) \| \| \| \| \| \| Coracopsis nigra libs (Zachodni Madagaskar) \| \| \| \| |
|  | |
|  | Coracopsis nigra nigra (Wschodni Madagaskar)                                                                                 |
|  | |
|  | Coracopsis nigra libs (Zachodni Madagaskar)                                                                                  |
|  | |

|  | Coracopsis nigra nigra (Wschodni Madagaskar) |
|  |                                              |
|  | Coracopsis nigra libs (Zachodni Madagaskar)  |
|  |                                              |

|  | Coracopsis nigra siblans (Komory)                                                                                            |
|  | |
|  | \| \| Coracopsis nigra nigra (Wschodni Madagaskar) \| \| \| \| \| \| Coracopsis nigra libs (Zachodni Madagaskar) \| \| \| \| |
|  | |
|  | Coracopsis nigra nigra (Wschodni Madagaskar)                                                                                 |
|  | |
|  | Coracopsis nigra libs (Zachodni Madagaskar)                                                                                  |
|  | |

|  | Coracopsis nigra nigra (Wschodni Madagaskar) |
|  |                                              |
|  | Coracopsis nigra libs (Zachodni Madagaskar)  |
|  |                                              |

|  | Coracopsis nigra siblans (Komory)                                                                                            |
|  | |
|  | \| \| Coracopsis nigra nigra (Wschodni Madagaskar) \| \| \| \| \| \| Coracopsis nigra libs (Zachodni Madagaskar) \| \| \| \| |
|  | |
|  | Coracopsis nigra nigra (Wschodni Madagaskar)                                                                                 |
|  | |
|  | Coracopsis nigra libs (Zachodni Madagaskar)                                                                                  |
|  | |

|  | Coracopsis nigra nigra (Wschodni Madagaskar) |
|  |                                              |
|  | Coracopsis nigra libs (Zachodni Madagaskar)  |
|  |                                              |

|  | Coracopsis nigra siblans (Komory)                                                                                            |
|  | |
|  | \| \| Coracopsis nigra nigra (Wschodni Madagaskar) \| \| \| \| \| \| Coracopsis nigra libs (Zachodni Madagaskar) \| \| \| \| |
|  | |
|  | Coracopsis nigra nigra (Wschodni Madagaskar)                                                                                 |
|  | |
|  | Coracopsis nigra libs (Zachodni Madagaskar)                                                                                  |
|  | |

|  | Coracopsis nigra nigra (Wschodni Madagaskar) |
|  |                                              |
|  | Coracopsis nigra libs (Zachodni Madagaskar)  |
|  |                                              |

W 2012 Leo Joseph i współpracownicy przyjęli wyniki badań, jednak uznali, że próbka mogła być uszkodzona i potrzeba dalszych badań przed uznaniem problemu systematycznego za rozwiązany. Odnotowali również, że jeśli Mascarinus rzeczywiście należy do Coracopsis, to druga z nazw stałaby się młodszym synonimem, jako że Mascarinus jest od niej starsza. W 2012 Hume wyraził zdziwienie tymi wynikami ze względu na anatomiczne podobieństwa między papugą maskareńską a innymi papugami Maskarenów, które uznaje się za przedstawicieli Psittaculini. Odnotował również, że nie ma dowodu w postaci szczątków kopalnych na to, że gatunek wyewoluował gdziekolwiek poza Reunionem.
W 2017 Lars Podsiadlowski i współpracownicy pobrali próbkę z okazu wiedeńskiego celem wykorzystania jej w nowych badaniach genetycznych; te wykazały, że papuga maskareńska należy do grupy systematycznej obejmującej także Psittacula, tak jak zasugerował Hume, w tym wymarłą aleksandrettę seszelską (P. wardi) i azjatycki podgatunek aleksandretty większej (P. eupatria). Papuga maskareńska może więc wywodzić się ze starej linii rozwojowej aleksandrett większych, które rozpraszały się po Azji w kierunku Maskarenów przez Ocean Indyjski. Badacze zasugerowali, że przy badaniu z 2011 użyto scalonych sekwencji pochodzących od dwóch innych gatunków, co wynikało z zanieczyszczenia materiału w laboratorium. W wynikach badań z 2017 papugi z rodzaju Tanygnathus uplasowały się w rodzaju Psittacula; zaproponowano, aby rodzaje Tanygnathus i Mascarinus włączyć do Psittacula. Do badania dołączono kladogram:
|  | Psittacula eupatria nipalensis (środkowa Azja)                                                                                            |
|  | |
|  | \| \| Psittacula eupatria magnirostris (Andamany) \| \| \| \| \| \| Psittacula eupatria siamensis (południowo-wschodnia Azja) \| \| \| \| |
|  | |
|  | Psittacula eupatria magnirostris (Andamany)                                                                                               |
|  | |
|  | Psittacula eupatria siamensis (południowo-wschodnia Azja)                                                                                 |
|  | |

|  | Psittacula eupatria magnirostris (Andamany)               |
|  |                                                           |
|  | Psittacula eupatria siamensis (południowo-wschodnia Azja) |
|  |                                                           |

|  | Psittacula eupatria nipalensis (środkowa Azja)                                                                                            |
|  | |
|  | \| \| Psittacula eupatria magnirostris (Andamany) \| \| \| \| \| \| Psittacula eupatria siamensis (południowo-wschodnia Azja) \| \| \| \| |
|  | |
|  | Psittacula eupatria magnirostris (Andamany)                                                                                               |
|  | |
|  | Psittacula eupatria siamensis (południowo-wschodnia Azja)                                                                                 |
|  | |

|  | Psittacula eupatria magnirostris (Andamany)               |
|  |                                                           |
|  | Psittacula eupatria siamensis (południowo-wschodnia Azja) |
|  |                                                           |

|  | Psittacula eupatria nipalensis (środkowa Azja)                                                                                            |
|  | |
|  | \| \| Psittacula eupatria magnirostris (Andamany) \| \| \| \| \| \| Psittacula eupatria siamensis (południowo-wschodnia Azja) \| \| \| \| |
|  | |
|  | Psittacula eupatria magnirostris (Andamany)                                                                                               |
|  | |
|  | Psittacula eupatria siamensis (południowo-wschodnia Azja)                                                                                 |
|  | |

|  | Psittacula eupatria magnirostris (Andamany)               |
|  |                                                           |
|  | Psittacula eupatria siamensis (południowo-wschodnia Azja) |
|  |                                                           |

|  | Psittacula eupatria nipalensis (środkowa Azja)                                                                                            |
|  | |
|  | \| \| Psittacula eupatria magnirostris (Andamany) \| \| \| \| \| \| Psittacula eupatria siamensis (południowo-wschodnia Azja) \| \| \| \| |
|  | |
|  | Psittacula eupatria magnirostris (Andamany)                                                                                               |
|  | |
|  | Psittacula eupatria siamensis (południowo-wschodnia Azja)                                                                                 |
|  | |

|  | Psittacula eupatria magnirostris (Andamany)               |
|  |                                                           |
|  | Psittacula eupatria siamensis (południowo-wschodnia Azja) |
|  |                                                           |

## Morfologia

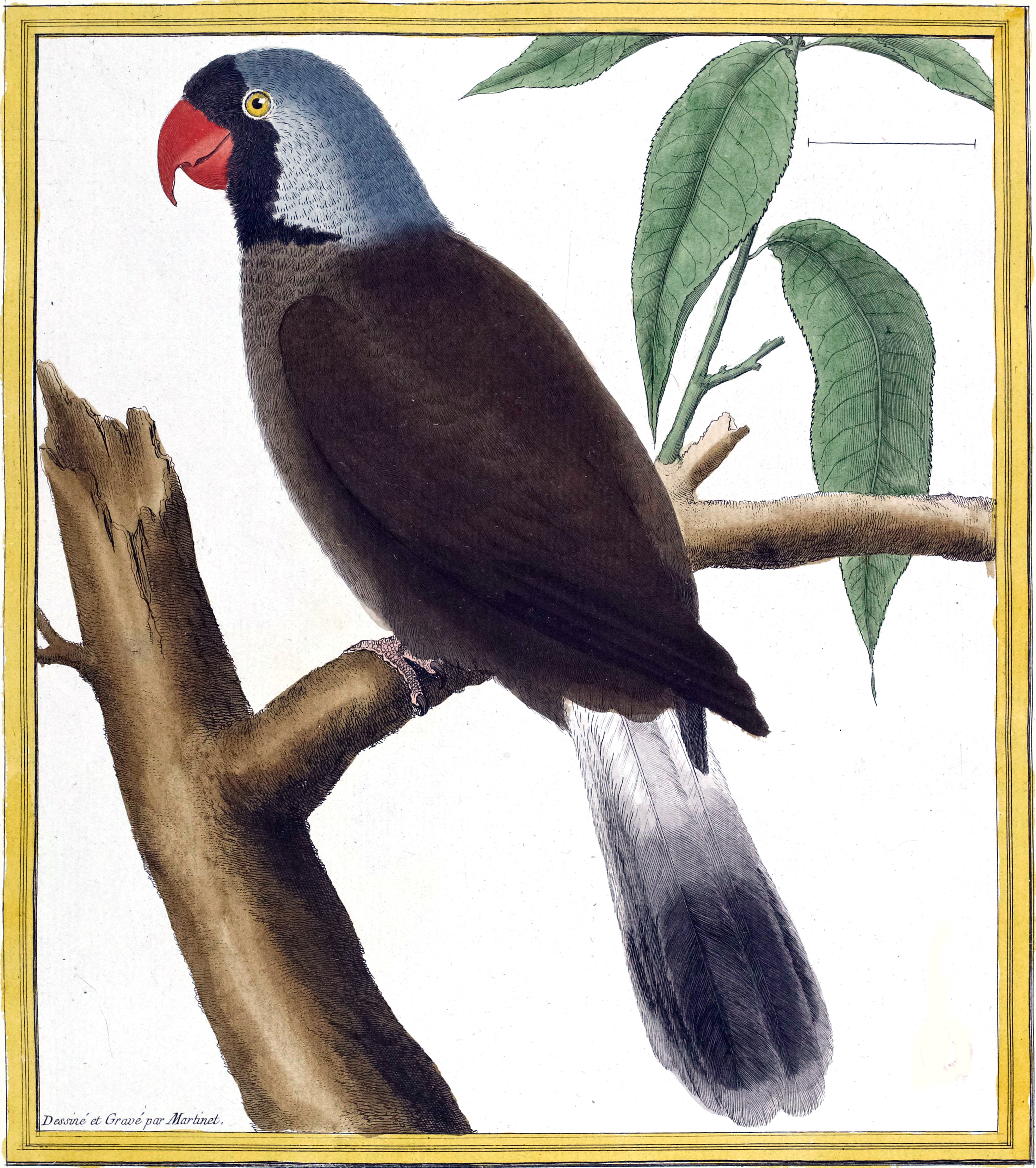
Tablica barwna z 1779 ukazująca niebieskawą głowę i brązowe ciał; autor: François-Nicolas Martinet

Długość ciała papug maskareńskich wynosiła około 35 cm. Długość skrzydła wynosiła blisko 211 mm, ogona 144–152 mm, górnej krawędzi dzioba 32–36 mm, a skoku 22–24 mm. Dziób był duży, czerwony i umiarkowanie długi, ogon zaokrąglony. W przedniej części głowy występowała czarna maska. W historycznych opisach upierzenia i na tablicach barwnych występują rozbieżności w kwestii kolorystyki upierzenia ciała, skrzydeł, sterówek i głowy. W 1674 Dubois opisał barwę żywych osobników jako „petit-gris”, kolor, który miał przypominać ubarwienie ciemnej formy wiewiórki pospolitej – ciemnoszarego lub ciemnobrązowego.
W 1760 Brisson opublikował następny opis, oparty na obserwacji żywego ptaka w niewoli (możliwe, że to spreparowany okaz z Paryża):

Ciemię i szyja czyste (popielate) szare. Grzbiet, kuper, spód szyi, pierś, brzuch, boki, nogawice, barkówki, pokrywy nadogonowe popielate, bardzo ciemne. Skrzydła tego samego koloru. Ogon składa się z 12 piór: dwie środkowe również są bardzo ciemne, popielate. Boczne są tego samego koloru, poza nieznaczną ilością bieli u nasady. Oko okala naga skóra, jaskrawoczerwona. Źrenica czarna, tęczówka czerwona. Nasadę dzioba również otacza naga, czerwona skóra, w której umieszczone są nozdrza. Dziób czerwony. Nogi różowe. Pazury szarobrązowe. Nie jest mi wiadomo, w jakim kraju żyją. Widziałem je żywe w Paryżu.

Kilku późniejszych autorów przedstawiało ciało jako brązowe, a głowę niebieskoliliową zamiast szarego. Opisy były bazowane na spreparowanych okazach. U żywych ptaków nigdy nie opisano takich barw. Hume zasugerował, że kolor spreparowanych okazów wynika z ekspozycji na światło, przez co barwa szara i czarna przeszła w brązową. Przykładem takiej transformacji jest nietypowy okaz łuszczyka czarnogardłego (Spiza americana), u którego barwa szara przeszła w brązową; był opisywany jako odrębny gatunek („Townsend's dickcissel”). Dwa znane spreparowane okazy papugi maskareńskiej również różnią się kolorystyką. U paryskiego okazu głowa jest szaroniebieska, ciało brązowe, jaśniejsze na spodzie ciała. Skrzydła i ogon zostały znacznie uszkodzone przez kwas siarkowy podczas próby fumigacji w latach 90. XVIII wieku. Okaz wiedeński ma jasnobrązową głowę i ciało, białe pióra są nieregularnie rozmieszczone na obszarze ogona, grzbietu i skrzydeł.

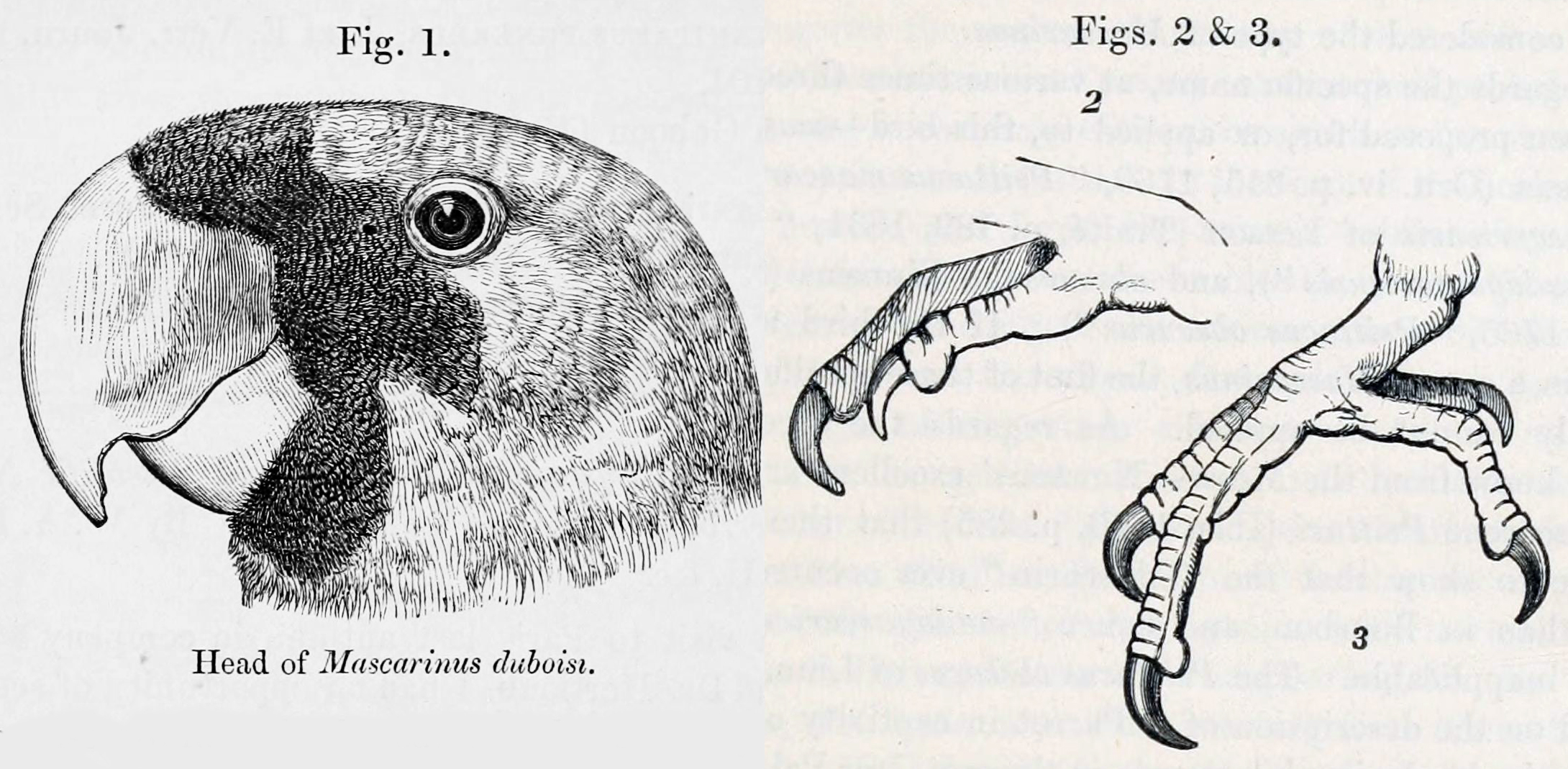
Głowa (po usunięciu czaszki) i stopa okazu paryskiego, 1879

Dalsze niejasności w kwestii ubarwienia papug maskareńskich zasiała tablica barwna francuskiego rytownika i przyrodnika François-Nicolasa Martineta umieszczona w Histoire Naturelle Des Oiseaux Buffona (1779), pierwsze barwne przedstawienie przedstawiciela gatunku. Ukazuje ona brązowego ptaka z fioletowawą głową, a natężenie tych barw różni się w zależności od kopii tablicy – poszczególne były różnie kolorowane przez pracowników Martineta w jego warsztacie. Barwa ciała różni się tu od kasztanowej po szaroczekoladową, ogon od jasnoszarego po szarobrązowy, niemal czarny, a głowa od niebieskoszarej po kolor gołębi. U zilustrowanego ptaka nie widać również ciemnych środkowych sterówek bez białych nasad, jakie opisał Brisson, co powtarzali późniejsi twórcy. Ilustracja Martineta i opis Buffona były prawdopodobnie oparte na wyglądzie paryskiego okazu.
W 1879 Forbes odnotował, że woskówkę porastały pióra przykrywające nozdrza. Stoi to w sprzeczności z innymi doniesieniami, według których nozdrza otaczała czerwona skóra. Forbes oparł swój opis o paryski okaz, pozbawiony wtedy czaszki i żuchwy celem zbadania ich przez francuskiego zoologa Alhphonse’a Milne-Edwardsa. Mogło to doprowadzić do zniekształcenia głowy i nozdrzy.

## Ekologia i zachowanie

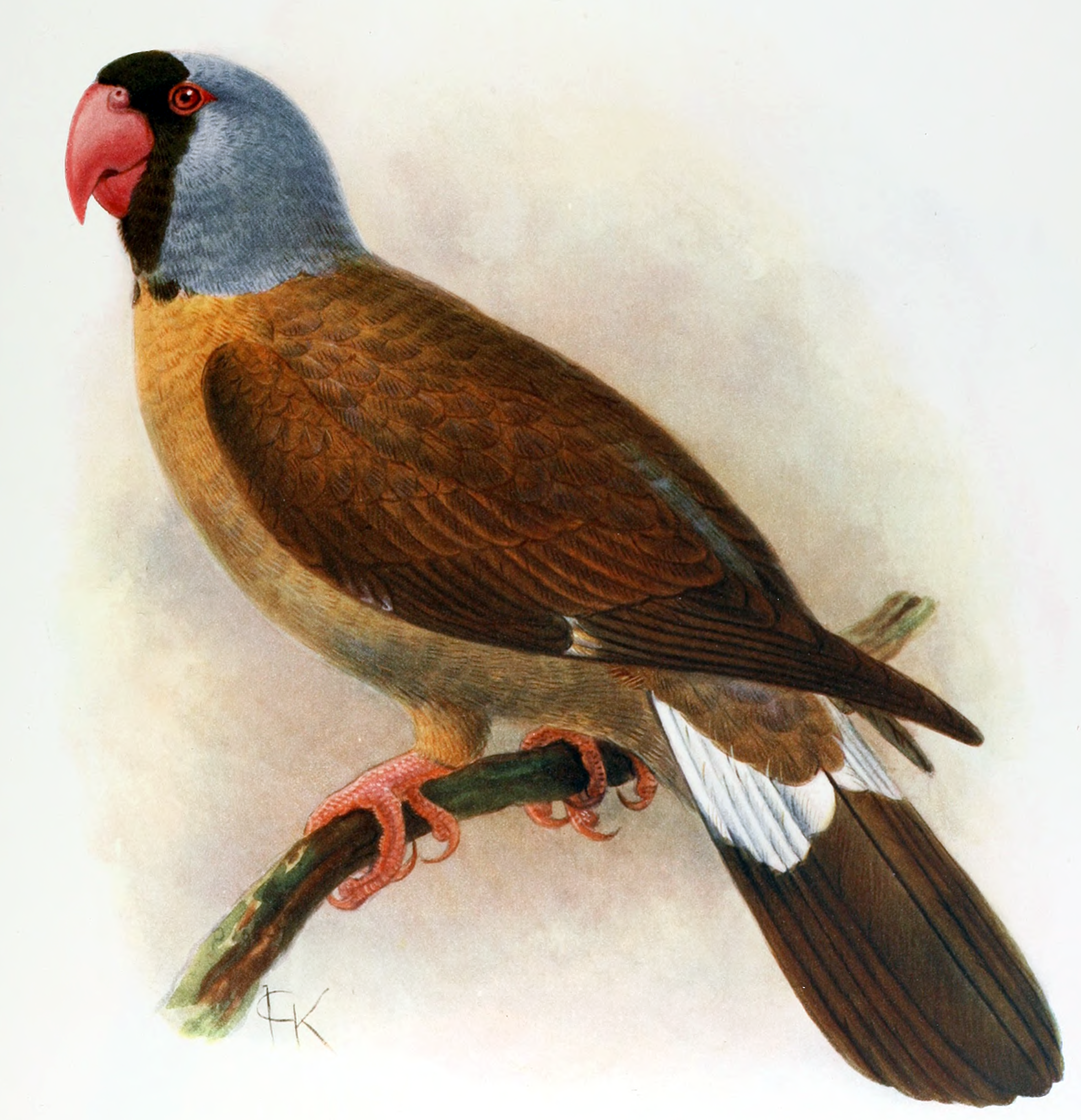
Tablica barwna z 1907 autorstwa Keulemansa, oparta na jego innej tablicy z 1893

Bardzo niewiele wiadomo o życiu tych papug na wolności. Kilka okazów trzymano w niewoli; prawdopodobnie u papug maskareńskich nie występowała specjalizacja pokarmowa. Częściowa biel piór okazu wiedeńskiego mogła wynikać z niedoborów żywieniowych wskutek długiego trzymania w niewoli; podcięte lotki wskazują na przetrzymywanie w klatce. Niewiele było wiadomo o diecie papug w XVIII wieku, więc u tamtego okazu mogło zabraknąć tyrozyny, niezbędnej do syntezy melaniny. U innych papug taki niedobór skutkuje występowaniem barwy pomarańczowej zamiast białej ze względu na obecność psittaciny, jednak u papug z rodzaju Coracopsis i papugi maskareńskiej ten barwnik nie występuje. Dawniej opisywano ten okaz jako „częściowo albinotyczny”, co jest błędne, gdyż prawdziwy albinizm (brak tyrozynazy) nigdy nie jest częściowy.

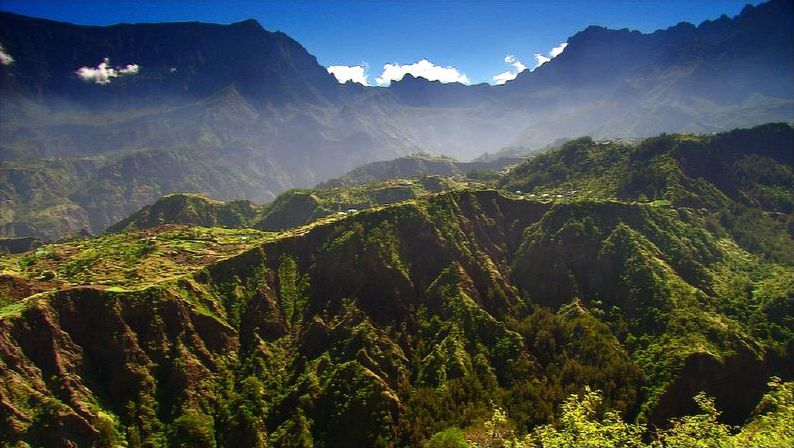
Zalesiony obszar górski Reunionu, 2006

W 1705 Jean Feuilley opisał papugi Reunionu i ich ekologię; prawdopodobnie sezonowo przybierały na wadze:

Jest kilka rodzajów papug, różnych rozmiarów i kolorów. Niektóre są rozmiaru kury, szare, o czerwonym dziobie [papuga maskareńska]; inne tego samego koloru, a rozmiaru gołębia [aleksandretta szara], i jeszcze inne, mniejsze i zielone [Réunion parakeet]. Są ich duże ilości, zwłaszcza w rejonie Sainte-Suzanne i na zboczach gór. Są bardzo dobre do jedzenia, zwłaszcza gdy otłuszczają się, czyli od czerwca do września, ponieważ w tym czasie drzewa produkują pewne nasiona, które te ptaki jedzą.

Papugi maskareńskie mogły niegdyś zamieszkiwać Mauritius, na co wskazuje XVII-wieczny opis Petera Mundy’ego, który wspomniał o „brunatnych papugach”. Nie odkryto jeszcze dowodów w postaci szczątków kopalnych.
Wiele innych endemitów Reunionu wymarło po nadejściu ludzi, którzy zaburzyli ekosystem wyspy. Papugi maskareńskie współwystępowały z innymi niedawno wymarłymi ptakami, jak szpak reunioński (Fregilupus varius), ibis reunioński (Threskiornis solitarius), aleksandrettami szarymi (Psittacula bensoni), Porphyrio coerulescens (gatunek hipotetyczny), uszatnikami małymi (Mascarenotus grucheti), ślepowronami dużymi (Nycticorax duboisi) i synogarlicami reuniońskimi (Streptopelia duboisi).

## Wymarcie

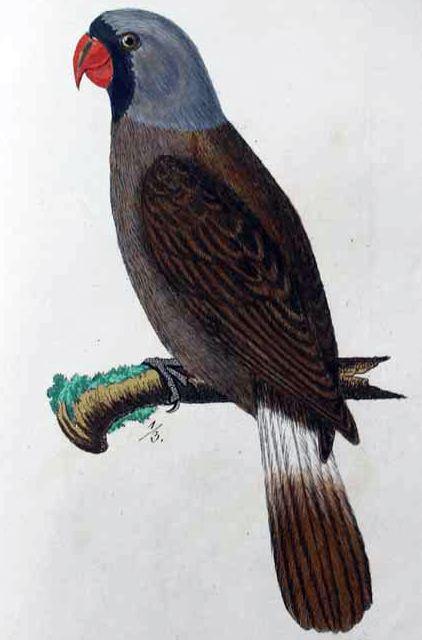
Ilustracja z 1834 autorstwa Carla Wilhelma Hahna, wykonana w 1834 i przedstawiająca być może ostatniego żyjącego ptaka; być może bazowana na tablicy barwnej Martineta z 1779

Z ośmiu papug endemicznych dla Maskarenów jedynie aleksandretta krótkosterna (Psittacula echo) dotrwała czasów współczesnych. Pozostałe wymarły najprawdopodobniej wskutek połączenia nadmiernego odłowu z wylesianiem. Przyczyna i dokładny moment wymarcia papugi maskareńskiej są niejasne. W 1834 niemiecki zoolog Carl Wilhelm Hahn opublikował często cytowany opis żywej papugi maskareńskiej w posiadaniu Maksymiliana I Józefa Wittelsbacha. Ptak musiał być wówczas bardzo stary; według Hahna istniała również ilustracja przedstawiająca tego osobnika. IUCN uznaje informacje z 1834 jako ostatnie stwierdzenie tego gatunku.
Wiarygodność opisu Hahna była zakwestionowana po raz pierwszy już w 1876, zaś ilustracja zdawała się być plagiatem z tablicy François-Nicolasa Martineta, opublikowanej 50 lat wcześniej. Po śmierci króla w 1825 jego kolekcja została wystawiona na sprzedaż, jednak w spisie gatunków nie było papugi maskareńskiej. Hahn nie wspomniał, kiedy dokładnie widział ptaka; mogło to być długo przed 1834. Fakt splagiatowania ilustracji oraz brak spreparowanego okazu podają opis Hahna w wątpliwość.
Jeśli nie brać opisu Hahna pod uwagę, papuga maskareńska mogła wymrzeć przed 1800. Ostatni opis żyjącego ptaka z Reunionu pochodzi z lat 70. XVIII wieku. Prawdopodobnie papuga maskareńska najpierw wymarła na wolności; wiadomo, że okazy w niewoli w Europie przeżyły swoich dzikich krewnych. W latach 90. XVIII francuski odkrywca i przyrodnik François Levaillant zanotował, że ptak jest rzadki, i widział trzy osobniki we Francji.
Jednym z ostatnich pewnych opisów żyjących papug maskareńskich jest ten sporządzony w 1784 przez Mauduyta, a dotyczący ptaków w niewoli:

[Papugi maskareńskie] żyją na Ile Bourbon [Réunion]; widziałem kilka żywych w Paryżu, były to raczej delikatne ptaki; jedyną ich zaletą był czerwony dziób przyjemnie kontrastujący z ciemnym upierzeniem; nie nauczyły się mówić.

Inaczej niż twierdził Feuilley, Dubois wspomniał, że papugi maskareńskie były niejadalne i odwiedzający Reunion w większości je ignorowali. Była to ostatnia rdzenna papuga Reunionu, która wymarła. Jedynym ptakiem, który wyginął już po zniknięciu papug maskareńskich, był szpak reunioński, który zniknął z wyspy w połowie XIX wieku.